# Avgust Černigoj
Avgust Černigoj, slovenski slikar, grafik, * 24. avgust 1898, Trst, † 17. november 1985, Sežana.
Rodil se je očetu pristaniškemu težaku Maksimu in materi Ani (rojena Grgič). Černigoj je v Trstu obiskoval umetno-obrtno šolo in po koncu prve svetovne vojne poučeval risanje v Postojni. Od 1922 je študiral na münchenski akademiji Becker-Gundahel in umetnoobrtni šoli Hillerbrand.
Bil je zelo kratek čas študent v Weimarju na Bauhausu. Tam se je le seznanil z osnovami konstruktivizma. Bauhaus je veljal kot sinonim za avantgardo in socializem in šola, ki je iskala nove načine za ustvarjanje celostne umetnine, od drobnega predmeta, arhitekture ali scenografije. Z razstavo na ljubljanski Tehniški šoli leta 1924 je prišel v konflikt s takratno politično oblastjo, tako da je moral leta 1925 zapustiti Ljubljano. Sodeloval je v konstruktivističnem gibanju v Trstu, družil se je z enako vsestransko in avantgardno mislečimi umetniki.
V letih 1927−1937 se je ukvarjal s slikanjem velikih ladijskih dekoracij v okviru Studia d'architettura e decorazione za družbe Lloyd, Cosulich in druge. Ob tem je gojil motiviko krajine, marin, tihožitij in portretov v duhu poetičnega barvnega realizma z nadrealističnimi primesmi, zlasti v jedkanici. Med vojno je poslikal cerkve v Drežnici (skupaj z Zoranom Mušičem), Grahovem, Knežaku (Križev pot), Košani in Baču. Po 2. svetovni vojni je bil vse do upokojitve 1970 profesor risanja na slovenski gimnaziji in na slovenskem učiteljišču v Trstu. Med njegovimi učenci je bil Boris Podrecca.
V povojnem obdobju kaže njegovo ustvarjanje razvoj od krajinarstva prek kubistične interpretacije videnega (okoli 1956) do nove abstrakcije (okoli 1960). Proti koncu šestdesetih let 20. stoletja se je posvetil kolažem in konstruiranju objektov in okoli 1970 dosegel ponoven ustvarjalni vzpon. V zadnjih letih pa se je v Lipici ukvarjal z risbo, drobno grafiko in akvarelom. Černigoj je utemeljitelj konstruktivizma na Slovenskem in eden najvidnejših predstavnikov zgodovinske avantgarde v slovenski likovni umetnosti. Leta 1976 je prejel Prešernovo nagrado, 1981 pa je postal (zunanji) dopisni član SAZU.